# Asturi

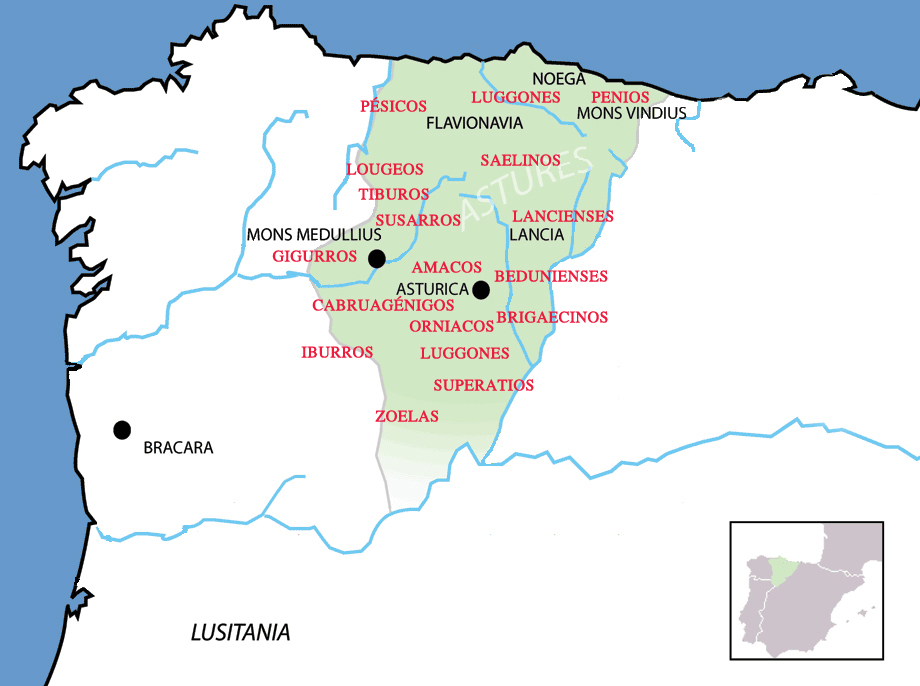
Cartina segnante la localizzazione e i popoli asturici

Gli Asturi erano un popolo insediato nell'attuale Spagna settentrionale.

## Territorio
Gli Asturi, una popolazione di origine iberica ma celtizzata, vivevano nella regione spagnola chiamata ora Asturie; vivevano in villaggi di capanne circolari realizzate con pietre a secco ed in alcune piccole città come Lancia (Villasabariego – León), Asturica (Astorga – León), Mons Medullius (Las Medulas? – León), Bergidum (Cacabelos, vicina a Villafranca del Bierzo – León), Bedunia (Castro de Cebrones – León), Aliga (Alixa? – León), Curunda (Castro de Avelhães, Trás-os-Montes), Lucus Asturum (Lugo de Llanera – Asturias), Brigaetium (Benavente – Zamora) e Nemetobriga (Puebla de Trives – Orense), che era la loro capitale religiosa.
La catena montana dei Picos de Europa li divideva in Asturi cismontani e transmontani: i Transmontani a nord comprendevano le tribù dei Cabarci, degli Iburri, dei Luggoni, dei Paesici, dei Penii, dei Selini, dei Vinciani, dei Viromenici, dei Brigaentini e dei Baedunensi, mentre dei Cismontani facevano parte Amaci, Lanciensi, Lugei, Tiburi, Orniaci, Supertii, Gigurri, Zoeilii e Susarri, la cui capitale era Asturica Augusta, la più grande città di epoca romana della regione.

## Cultura
Gli Asturi parlavano una lingua di tipo celtico-Q, come i loro vicini, avevano guerrieri sia uomini sia donne ed avevano una discendenza matrilineare. Avevano una venerazione soprattutto per il dio celtico Lúg ma anche per la divinità locale Bosgosu.

## Economia
Vivevano di allevamento, in particolare di cavalli, e praticavano una primitiva agricoltura; producevano una birra che Strabone chiama zythos e compivano spesso incursioni contro i Vaccei. I Cartaginesi si servirono di alcuni mercenari asturi, segno che anche il mercenariato era praticato. Nel territorio degli Asturi erano presenti miniere d'oro, molto sfruttate..

## Storia
Citati poche volte nelle fonti, si sa che parteciparono alla prima guerra cantabrica contro Augusto nel 29 a.C. Nel 26 a.C. i Romani intrapresero una campagna di conquista contro l'Iberia settentrionale, mai domata prima, e terminata con successo nel 25 a.C. dopo la resa degli Asturi al mons Medullus. Il capo della rivolta, Gausonio, non fu tuttavia catturato e continuò la resistenza ai Romani fino al 21 a.C.. Successivamente gli Asturi presero parte anche alla terza (24-22) ed alla quarta guerra cantabrica (20-18). Nel 13 a.C. Augusto sconfisse l'ultima rivolta, ma la regione rimase sempre instabile.
Sotto i Romani il territorio entrò a far parte della provincia Tarraconense, furono create le colonie di Asturica Augusta e di Lucus Asturum e la VII legione Gemina si stabilì nella regione come deterrente a nuove ribellioni. Ausiliari asturi parteciparono come cavalieri alla campagna di Britannia di Claudio. Diocleziano incluse gli Asturi nella provincia di Galizia. L'arrivo dei Visigoti nel VI secolo diede loro una certa autonomia e venne costituito il regno visigoto. Nel Medioevo nacque infine il regno delle Asturie.